# H³M
《H³M》是香港歌手陳奕迅的粵語專輯，於2009年3月23日發行，由廣東俚語「黑口黑面」(hak1 hau2 hak1 min6)的粵語拼音首字母組成。但由於語言限制問題，內地版本專輯名被打趣的稱為《好好好賣》；而台灣版本則定名為《H³M 好好好賣》。

## 專輯簡介
陳奕迅於07-09年開辦世界巡迴演唱會「 Eason's Moving On Stage World Tour」，隨團的樂隊成員包括單立文、Gary Tong、Davy Chan（香港著名樂隊LMF的樂手）、鍾達茵、Joey Tang（香港樂隊太極樂隊結他手）、Pat Lui、柳重言、孫偉明、黃仲賢, C.Y.Kong及Stanley Leung。其後為紀念樂隊的成立，陳奕迅有意製作專輯《H³M》，邀請各樂隊成員負責作曲及監製，唯前Band Leader單立文並未有參與製作。
這專輯帶搖滾味道，但曲風卻偏向大眾化。大碟監製C.Y.Kong解釋說，Eason自從2007年充滿突破的《Listen To Eason Chan》專輯起，收錄的歌曲開始偏向遠離當時流行的商業曲風，偏向走Disco 電子舞曲的路線。其後2008年的國語專輯《不想放手》亦充滿概念性，就連年尾推出的粵語新曲＋精選《Solidays》亦將某些歌曲如《Crying in The Party》等重新編曲和錄製。C.Y.Kong恐怕Eason會太過著重專輯的概念性和曲式多元化，會令他從此偏離商業市場。因此他故意將《H³M》的歌曲編得較貼近受大眾歡迎。

## 曲目
| 曲序     | 曲目                   |                     | 作曲            | 编曲                           | 製作人                                     | 时长  |
| -------- | ---------------------- | ------------------- | --------------- | ------------------------------ | ------------------------------------------ | ----- |
| 1.       | Allegro, Opus 3.3 a.m. | 小克                | Gary Tong       | Gary Tong、Ivan Leung          | Gary Tong、Davy Chan、C.Y.Kong、陳奕迅     | 3:05  |
| 2.       | 還有什麼可以送給你     | 周耀輝              | Davy Chan       | 劉志遠                         | Davy Chan、C.Y.Kong、陳奕迅                | 4:29  |
| 3.       | 於心有愧               | 林夕                | 鍾達茵          | Gary Tong                      | Pam Chung、Davy Chan、C.Y.Kong、陳奕迅     | 3:58  |
| 4.       | 今天只做一件事         | 周耀輝              | Joey Tang、舒文 | Joey Tang、舒文                | Joey Tang、Davy Chan、C.Y.Kong、陳奕迅     | 3:50  |
| 5.       | 一個旅人               | 余紹祺              | Pat Lui         | Pat Lui                        | Pat Lui、Davy Chan、C.Y.Kong、陳奕迅       | 4:17  |
| 6.       | 七百年後               | 林若寧              | 柳重言          | C.Y.Kong                       | 柳重言、Davy Chan、C.Y.Kong、陳奕迅        | 4:22  |
| 7.       | Life Goes On           | 譚健文（DASH）@ Mr. | 孫偉明          | Gary Tong                      | 孫偉明、Gary Tong、陳奕迅                  | 3:41  |
| 8.       | 太陽照常升起           | 林夕                | 黃仲賢          | C.Y.Kong、黃仲賢               | 黃仲賢、 Davy Chan、C.Y.Kong、陳奕迅       | 3:50  |
| 9.       | 不來也不去             | 林夕                | C.Y.Kong        | C.Y.Kong                       | C.Y.Kong、Davy Chan、陳奕迅                | 4:29  |
| 10.      | 沙龍                   | 黃偉文              | 陳奕迅          | C.Y.Kong、Gary Tong、Davy Chan | 陳奕迅、Stanley Leung、C.Y.Kong、Davy Chan | 4:36  |
| 总时长： | 总时长：               | 总时长：            | 总时长：        | 总时长：                       | 总时长：                                   | 40:30 |

### 音樂錄像
專輯共拍攝四首官方歌曲MV，分別是《Allegro Opus 3.3 a.m.》、《於心有愧》 、《七百年後》和 《沙龍》。
| 曲序 | 歌名                   | 導演   | 首播日期      | 首播平台 | 連結                              |
| ---- | ---------------------- | ------ | ------------- | -------- | --------------------------------- |
| 01   | Allegro, Opus 3.3 a.m. | 莊少榮 | 2009年3月31日 | Youtube  | Youtube連結（页面存档备份，存于） |
| 03   | 於心有愧               | 莊少榮 | 2009年4月24日 | Youtube  | Youtube連結（页面存档备份，存于） |
| 06   | 七百年後               | 莊少榮 | 2009年3月31日 | Youtube  | Youtube連結（页面存档备份，存于） |
| 10   | 沙龍                   | 莊少榮 | 2009年6月10日 | Youtube  | Youtube連結（页面存档备份，存于） |

## 相關宣傳及音樂會
陳奕迅於2009年3月9日舉行「陳奕迅Moov Live 2009 音樂會」，推出專輯前率先演唱當中的作品，完整版本收錄在《H³M》第二版DVD中。
其後亦同年4月分別舉行兩場「Moov撻著校園」音樂會。在2009年4月6日於香港中文大學舉行的「Moov撻著校園 陳奕迅撻著中大」音樂會，陳奕迅與樂隊演唱部份專輯歌曲的Acoutsic 版本，而在2009年4月13日於香港理工大學舉行的「Moov撻著校園 陳奕迅撻著理大」音樂會，陳奕迅與樂隊以Electronica 方法重新演奏部份作品。兩場音樂會收錄在收費音樂網站MOOV。
陳奕迅其後與新城電台合作，於2009年6月11日在香港會議展覽中心舉行一場「新城極品陳奕迅 SAME WRONG SIN 音樂會」。他以專輯封面滿面鬍子的造型演出，演唱了新專輯的所有歌曲，更邀請同公司的樂隊Mr.和組合Swing合唱《Everyone》、《搖擺》等歌曲。

## 外間評價
《H³M》專輯與陳奕迅上一張粵語專輯《Listen To Eason Chan》相隔兩年之久，其間又推出精選專輯《Solidays》，因此《H³M》專輯被視為陳奕迅回歸粵語流行樂壇的作品。
雖然《H³M》專輯的歌曲大多偏向大眾化，但裡面還有一首以big band 編曲的《Allegro, Opus 3.3 a.m.》。此曲巧妙地描述一個填詞人被催促交稿的心境，加上輕快的節奏和起伏不定的旋律甚獲樂評人、唱片騎師和大眾的喜愛。此曲為陳奕迅在2009年的第一首派台歌曲，更為他第一首big band 編曲的派台歌，最後登上「903 專業推介」、「997 勁爆流行榜」、「RTHK 中文歌曲龍虎榜」香港三大電台流行榜的冠軍位置。
即使是曲式較大眾化的歌曲如《七百年後》、《沙龍》等，亦不乏支持者。《沙龍》歌詞談論攝影與人生的關係，形容攝影就是將生活每個細節拍下，留住時間和記憶。此曲甚至得到當時立法會議員梁家傑在其專欄文章中介紹。
陳奕迅自《Listen To Eason Chan》兩年後再次推出全新粵語專輯，使他在各地樂壇頒獎禮中大穫豐收，取得極佳成績。除了得到香港2009年度四台聯頒音樂大獎的大碟獎外，還使他得到華語金曲獎2010多達6項台前幕後的獎項提名，包括「最佳粵語男歌手」、「年度最佳粵語專輯」「年度最佳粵語歌曲」、「最佳作詞人」（林若寧《七百年後》）、「最佳專輯企劃」、「最佳封套設計」。專輯內以《七百年後》一曲獲得大中華地區音樂頒獎禮最多獎項與提名，無疑成為Eason其中一首代表作。

## 派台歌曲及四台成績
《Allegro Opus 3.3 a.m.》、 《七百年後》、 《沙龍》、《於心有愧》、《今天只做一件事》。
| 歌曲                   | 903 專業推介 | RTHK 中文歌曲龍虎榜 | 997 勁爆流行榜 | TVB 勁歌金榜 |
| ---------------------- | ------------ | ------------------- | -------------- | ------------ |
| Allegro, Opus 3.3 a.m. | 1            | 1                   | 1              | -            |
| 七百年後               | 1            | 1                   | 1              | 1            |
| 沙龍                   | 1            | 1                   | 3              | 1            |
| 於心有愧               | 13           | -                   | 2              | -            |
| 今天只做一件事         | -            | -                   | -              | -            |

粗體表示冠軍歌
《七百年後》成為陳奕迅在2009年的唯一一首四台冠軍歌，而《Allegro Opus 3.3 a.m.》和《沙龍》則成為三台冠軍歌。

## 相關獎項或提名

### 個人獎項
- 明報2009年度演藝動力大獎－最突出男歌手
- 明報2009年度演藝動力大獎－最突出音樂幕後精英
- 第十屆華語音樂傳媒大獎－最佳粵語男歌手
- 第二屆華語金曲獎－最佳粵語男歌手
- 第二屆華語金曲獎－我最喜愛的男歌手（港台）
- 第二屆華語金曲獎－全國至尊歌手

### 專輯《H³M》
- 明報2009年度演藝動力大獎－最突出唱片
- 新城勁爆頒獎禮2009－新城勁爆年度專輯
- 2009年度叱咤樂壇流行榜頒獎典禮得獎名單－叱吒樂壇至尊唱片大獎
- 2009年度四台聯頒音樂大獎－大碟獎
- 第九屆全球華語歌曲排行榜頒獎典禮－最佳專輯獎
- 2009年度SINA Music樂壇民意指數頒獎禮－我最喜愛至尊大碟
- 第二屆華語金曲獎－年度最佳粵語專輯
- 第二屆華語金曲獎－最佳專輯企劃（提名）
- 第二屆華語金曲獎－最佳封套設計（提名）

### 歌曲《於心有愧》
- 第一屆MY Astro至尊流行榜頒獎典禮－至尊金曲20大
- 2010年（第一屆 ）MY Astro至尊流行榜頒獎典禮－至尊年度大獎

### 歌曲《七百年後》
- 2009年度勁歌金曲優秀選 - 第一回金曲
- 新城勁爆頒獎禮2009－新城全球勁爆歌曲
- 新城勁爆頒獎禮2009－新城勁爆歌曲大獎
- 2009年度叱咤樂壇流行榜頒獎典禮－叱吒樂壇至尊歌曲大獎
- 2009年度叱吒樂壇流行榜頒獎典禮－叱咤樂壇我最喜愛的歌曲大獎五強
- 第三十二屆十大中文金曲頒獎典禮－十大中文金曲
- 第三十二屆十大中文金曲頒獎典禮－全國最佳中文歌曲獎最後五強
- 2009年CASH金帆音樂獎－最佳男歌手演繹
- 2009年CASH金帆音樂獎－CASH最佳歌曲大獎
- 2009年CASH金帆音樂獎－最佳歌詞
- 2009年CASH金帆音樂獎－最佳旋律（提名）
- 2009 加拿大至HiT中文歌曲排行榜－全國推崇十大粵語歌曲
- 2009 加拿大至HiT中文歌曲排行榜－全北美推崇歌曲
- 第一屆MY Astro至尊流行榜頒獎典禮－至尊金曲20大
- 2009年度YAHOO!搜尋人氣大獎 - 人氣歌曲
- 華語金曲獎 2010－年度最佳粵語歌曲
- 華語金曲獎 2010－最佳作詞人－林若寧
- 2010年CASH金帆音樂獎－2009 CASH最廣泛演出金帆獎粵語流行作品

### 歌曲《沙龍》
- 2009年度勁歌金曲優秀選 - 第二回金曲
- 2009年度叱咤樂壇流行榜頒獎典禮－叱咤樂壇我最喜愛的歌曲大獎五強
- 2009年CASH金帆音樂獎－最佳男歌手演繹（提名）
- 2009年CASH金帆音樂獎－最佳歌詞（提名）

## 外部連結
- H³M - 環球唱片專頁（页面存档备份，存于）
- 無臣論ＩDavy Chan X Joey Tang，頭條日報網站，資料來源東Touch，2009年6月19日查閱
- 無臣論ⅠⅠ Gary Tong X Pam Chung（页面存档备份，存于），頭條日報網站，資料來源東Touch，2009年6月19日查閱
- 無臣論Ⅲ Yin Wong x Anthony Su（页面存档备份，存于），頭條日報網站，資料來源東Touch，2009年6月19日查閱
- HMV的站內介紹[永久]，HMV網站，2009年6月19日查閱